# Lerista axillaris
Lerista axillaris — вид сцинкоподібних ящірок родини сцинкових (Scincidae). Ендемік Австралії.

## Поширення й екологія
Lerista axillaris відомі з типової місцевості, що лежить за 21 км на південь від міста Калбаррі у Західній Австралії. Вони живуть в акацієвих чагарникових заростях, серед опалого листя.